# Алдин Джидич
Алдин Джидич (босн. Aldin Ðidić, нар. 30 серпня 1983, Зениця, СФРЮ) — колишній боснійський футболіст, що грав на позиції захисника, півзахисника.

## Ігрова кар'єра
У дорослому футболі дебютував 2000 року виступами за команду клубу «Челік» (Зеніца), в якій провів чотири сезони.
Згодом з 2004 по 2010 рік грав у складі команд клубів «Посуш'є», «Жепче», «Інтерблок», «КАМАЗ» та «Балтика».
Своєю грою за останню команду привернув увагу представників тренерського штабу клубу «Шахтар» (Караганда), до складу якого приєднався 2010 року. Відіграв за команду з Караганди наступні шість сезонів своєї ігрової кар'єри. Більшість часу, проведеного у складі карагандинського «Шахтаря», був основним гравцем команди.
Протягом 2016 року знову захищав кольори команди клубу «Челік» (Зениця).
Завершив професіональну ігрову кар'єру 2016 року в клубі «Слобода» (Тузла), за команду якого виступав протягом року.